# Ráby
Ráby (německy Raab) jsou obec, která se nachází v okrese Pardubice v Pardubickém kraji, zhruba 5 kilometrů severovýchodně od centra Pardubic. Žije zde 586 obyvatel. Obec je zřizovatelem a vlastníkem mateřské školy, obecního úřadu a kaple sv. Jana Nepomuckého.

## Historie
Obec je mladého založení, byla zakládána v rámci tzv. raabizace podobně jako řada dalších (na Pardubicku např. Spojil) v letech 1777–1778 na pozemcích někdejší daňčí obory a Podhorského dvora v držení dominikánského kláštera, který byl rozložen na sever od Kunětické Hory. Takto zřízená osada čítala zprvu dvě desítky domů. Došlo k tomu v období tereziánských úprav katastru, takzvané emfyteutisace, jejímž zpracováním byl pověřen Marií Terezií císařsko-královský dvorní rada František Antonín Raab, podle kterého je obec pojmenována.
První osadníci se usadili na severním a severovýchodním svahu Kunětické hory. Většinou byli českého původu a povoláním byli zemědělci. Jedním z prvních představitelů obce byl raabský rychtář Martin Velinský. Růst obce Ráby byl velmi pomalý. Od roku 1890 do roku 2014 přibylo více než 250 obyvatel. Obec je nadále rozšiřována, a to převážně výstavbou rodinných domů.

## Obecní správa
V letech 1961–1990 k obci patřily Kunětice.

## Pamětihodnosti
- Hrad Kunětická hora, stojící na stejnojmenném kopci
- Kaple sv. Jana Nepomuckého se zvoničkou byla postavena před rokem 1820. Před kaplí se nachází křížek s ukřižovaným Kristem.
- Původně renesanční lovecký zámeček (Jägerhaus) vystavěný na přelomu 15. a 16. století pány z Pernštejna.
- Památník obětem první světové války probíhající v letech 1914–1918. Na památníku jsou vytesána jména deseti místních občanů padlých ve válce. Před památníkem je socha lva v majestátní poloze.

## Sport
V obci se nachází sportovní areál Ráby, který zahrnuje fotbalové hřiště a oplocené tenisové kurty se sociálním zázemím a místností pro ping-pong.

## Galerie

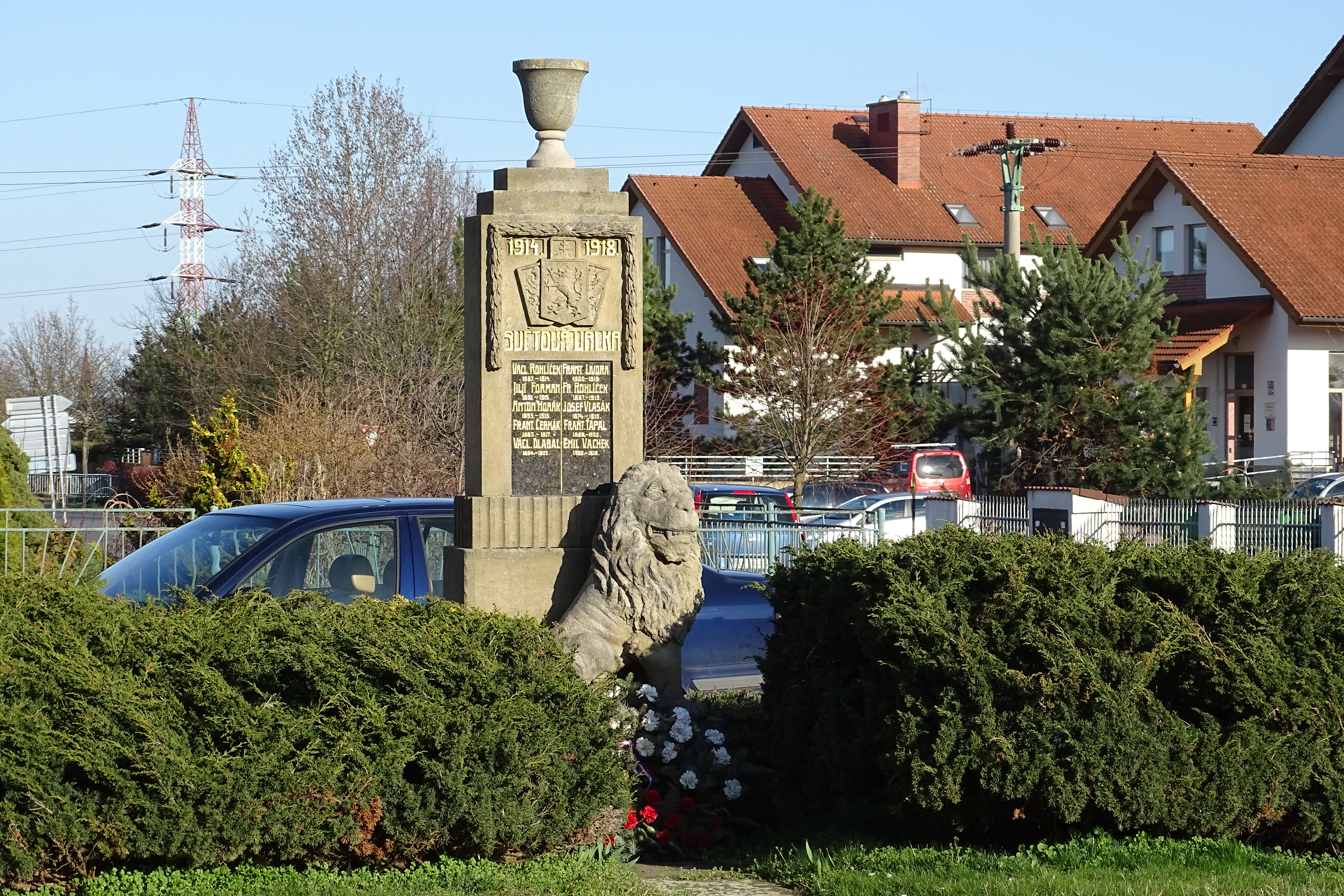
Památník obětem první světové války
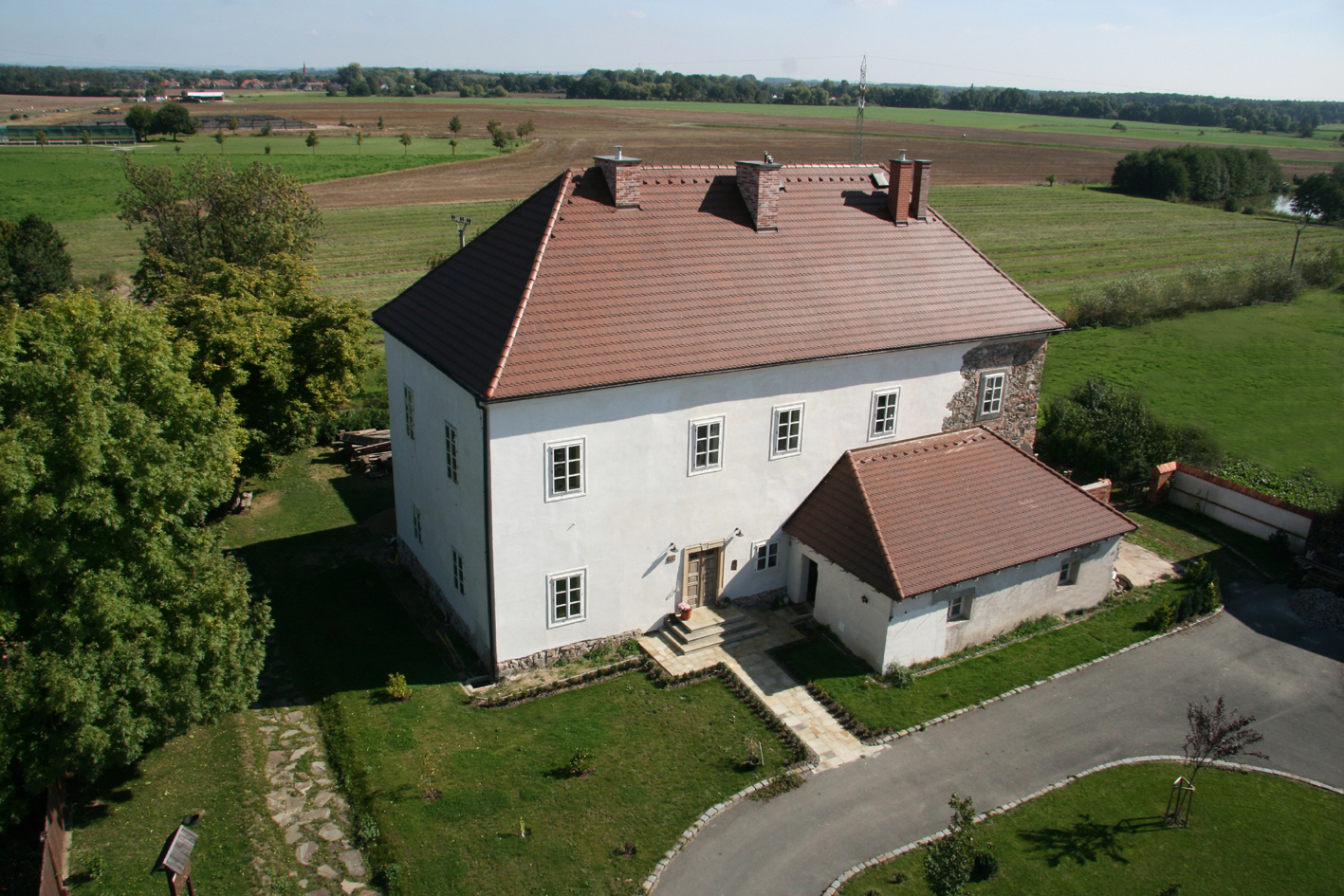
Zámeček pánů z Pernštejna